# Faking It
Faking It ist eine US-amerikanische romantische Comedyserie. Sie handelt von den Freundinnen Karma und Amy, die vorgeben eine lesbische Beziehung miteinander zu führen, um an ihrer Schule beliebter zu sein. Sie stammt aus der Feder von Carter Covington, der selbst homosexuell ist und bereits die Serie 10 Dinge, die ich an dir hasse entwickelt hat.
Die Serie besteht aus drei Staffeln und 38 Episoden und wurde vom 22. April 2014 bis zum 17. Mai 2016 auf dem US-Sender MTV ausgestrahlt.

## Handlung

### Staffel 1
Karma und Amy besuchen zusammen die zehnte Klasse an der Hester High School im texanischen Austin. Die beiden sind seit dem Kindergarten beste Freundinnen. Karma würde alles dafür tun um beliebt zu sein. Amy ist es nicht zu wichtig und sie möchte lieber unbekannt bleiben. Nachdem sie auf einer Party von Shane fälschlicherweise als lesbisch geoutet werden, beschließen sie, diese Rolle anzunehmen. Daraufhin steigert sich ihre Bekanntheit deutlich und viele Mitschüler unterstützen sie dabei, als erstes lesbisches Paar ihrer Schule Ballköniginnen zu werden. Mit der Zeit entwickelt Amy richtige Gefühle für Karma, diese beginnt jedoch eine Affäre mit Liam Booker. Auf der Hochzeit von Amys Mutter gesteht Amy Karma ihre Liebe, weshalb Karma die Scheinbeziehung beendet. Gleichzeitig beendet Liam jedoch auch seine Beziehung mit Karma, da er sich von ihr betrogen fühlt, weil sie nicht ehrlich zu ihm war. Shane berichtet Laurens Freund von den Pillen, die sie nimmt. Später stellt sich heraus, dass dies Hormonpillen sind, da Lauren intersexuell geboren wurde. Gegen Ende der Hochzeit treffen Amy und Liam, beide angetrunken, aufeinander und schlafen miteinander.

### Staffel 2
Am nächsten Morgen wachen die beiden verkatert auf und einigen sich später darauf, Karma nichts zu sagen, weil sie sie nicht verletzen wollen. Damit hat Liam allerdings zu Anfang ziemliche Probleme. Amy hingegen möchte Karma noch immer nicht loslassen, obwohl Karma ihr klarmacht, dass sie sie nur als beste Freundin möchte. Auf einer Veranstaltung in Liams Haus, welche Amy besucht, um Liam von dem Vorhaben, es Karma zu sagen, abzubringen, trifft sie auf Reagan, eine Kellnerin. Während eines Streites im Beisein der anwesenden Personen offenbart Liam Amy und allen anderen, dass seine Schwester eigentlich seine Mutter ist.
Zu ihrem Geburtstag erhält Karma von Liam einen Brief, den ihr Amy später jedoch versucht vorzuenthalten, da sie Karma nicht an Liam verlieren möchte. Später gibt sie ihn Karma jedoch, welche ihn letztendlich zum Beweis ihrer Freundschaft zerreißt. Aufgrund dessen haben die beiden einen Streit. Zu Versöhnung ruft Amy mit Karmas Handy Liam an und sorgt dafür, dass die beiden ein Paar werden. Als Karma erfährt, dass Liam und Amy miteinander geschlafen haben, ist sie sehr sauer und sie trennt sich von Liam. Später beginnen die beiden jedoch wieder miteinander zu schlafen, aber Karma kann Liam nicht verzeihen.
Karmas Eltern verkaufen Haschkekse und werden verhaftet, kommen jedoch wieder frei, nachdem Liam seinen Vater (Großvater) darum bittet, im Gegenzug beginnt Liam ein Praktikum in seiner Firma. Die Eltern von Karma verlieren jedoch viel Geld und  müssen ihr Haus untervermieten an den neuen Schulrektor und seinen Sohn Felix. Von dort an lebt Karma mit ihren Eltern im Safttruck in deren Garten.
Bei einem MMA-Training, an dem Liam, Shane, Lauren und Theo teilnehmen, erkennt Shane die Bauchmuskeln des MMA-Champions Duke Lewis Jr. von einem Bild einer Schwulen-App. Während Duke Shane als Testobjekt benutzt, versucht dieser Theo zu beweisen, dass er Recht hat und Duke homosexuell ist. Die Tätowierung, mit der Shane dies versucht zu beweisen, ist jedoch nicht vorhanden. Nach Ende des Trainings küsst Lauren Theo, welcher dies zuerst erwidert, dann jedoch schnell den Raum verlässt und Lauren gekränkt zurücklässt. Währenddessen entschuldigt sich Shane draußen bei Duke, dass er ihn als homosexuell outen wollte. Dieser offenbart Shane, dass er wirklich schwul ist, sich jedoch noch nicht outen möchte. Die beiden haben jedoch Sex miteinander. Shane outet Duke ohne sein Wissen, als Duke das erfährt, trennt er sich von Shane.
Auf einer Underground-Party mit Shane und Lauren trifft Amy wieder auf Reagan und zwischen den beiden funkt es wieder. Ebenfalls auf der Party nimmt Lauren fälschlicherweise eine Ecstasy-Pille, da sie der Meinung ist, dies wäre eine Kopfschmerztablette. Nachdem der Irrtum aber auffliegt, verkriecht sie sich deprimiert in der Garderobe und möchte nicht mehr herauskommen. Schließlich kann Theo sie jedoch aus der Garderobe herausholen.
Amy und Reagan werden ein Paar.
Es stellt sich jedoch heraus, dass Theo ein Spion der Polizei war, um die Schüler und Angestellten der Schule auszuspionieren. Somit bricht er Lauren das Herz, dennoch kommen die beiden wieder zusammen, verheimlichen dieses jedoch, da Theo sonst seinen Job verlieren kann.

## Figuren

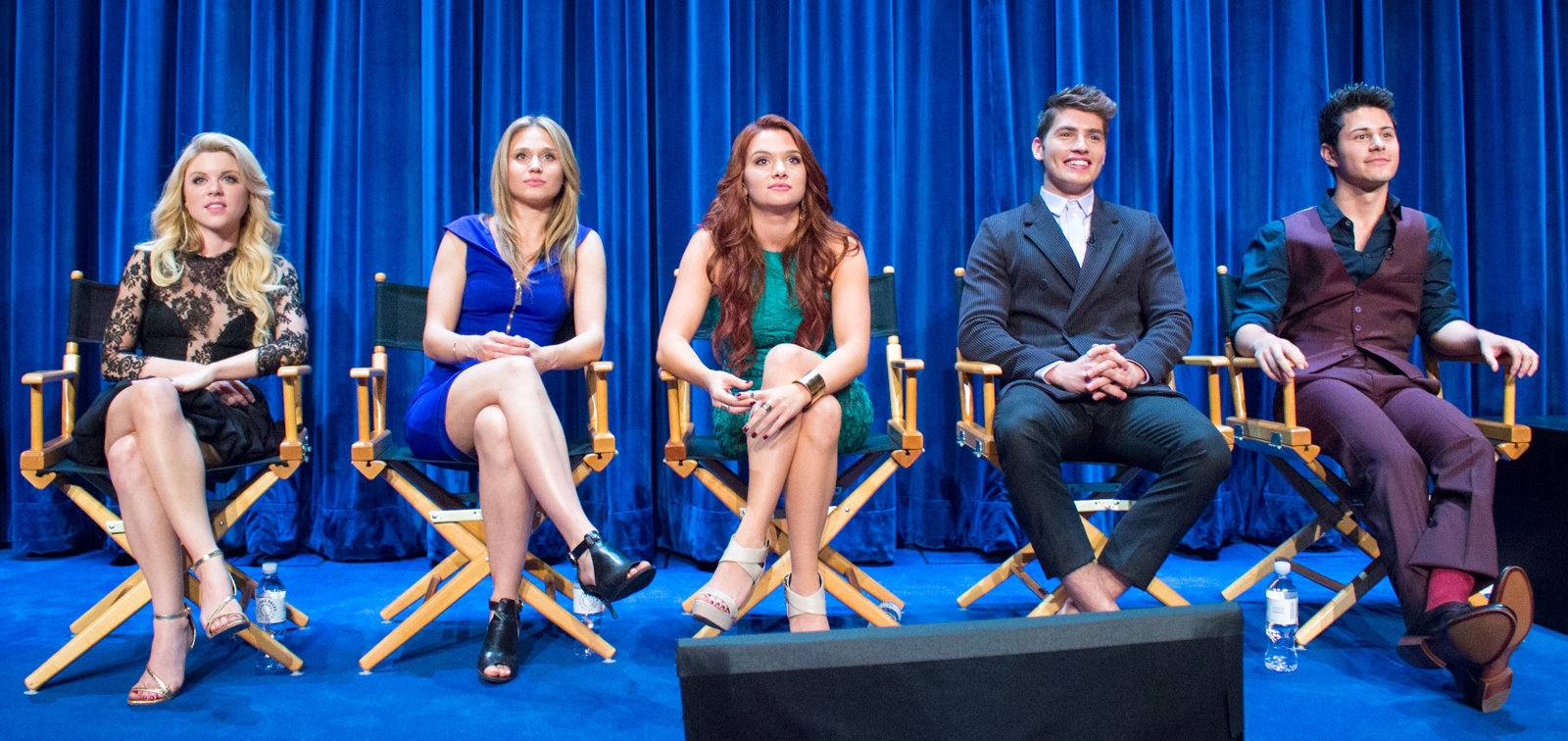
Die fünf Hauptdarsteller der Serie. Von links nach rechts: Bailey de Young (Lauren), Rita Volk (Amy), Katie Stevens (Karma), Gregg Sulkin (Liam) und Michael Willett (Shane)

### Hauptfiguren
- Amy Raudenfeld (Rita Volk) besucht die zehnte Klasse an der Hester High School. Sie hält ihre „Beziehung“ mit Karma zunächst vor ihren Eltern geheim. Nach einem Kuss mit Karma ist sie sich nicht mehr im Klaren, ob ihre Gefühle für Karma tatsächlich nur freundschaftlich sind. Ex-Freundin von Reagan.
- Karma Ashcroft (Katie Stevens) ist Amys beste Freundin und hat die Idee, mit ihr die lesbische Beziehung vorzuspielen, von der sie sich Popularität verspricht. Sie ist in Liam verliebt und beginnt eine Affäre mit ihm.
- Liam Booker (Gregg Sulkin) ist ein kunstinteressierter Schüler, der, aufgrund ihrer sexuellen Orientierung, eine Affäre mit Karma beginnt. Er ist Shanes bester Freund.
- Lauren Cooper (Bailey de Young) ist neu an der Schule, intersexuell, und kommt überhaupt nicht mit Amy, ihrer baldigen Stiefschwester, und Karma zurecht.
- Shane Harvey (Michael Willett) ist ein beliebter Junge an der Schule. Er lebt offen homosexuell und outet Karma und Amy fälschlicherweise als Lesben. Im weiteren Verlauf hilft er Amy, sich mit ihren Gefühlen gegenüber Karma auseinanderzusetzen.

### Nebenfiguren
- Farrah ist Amys Mutter. Die überzeugte Republikanerin arbeitet fürs Fernsehen und ist zunächst geschockt, als sie erfährt, dass ihre Tochter lesbisch ist.
- Penelope ist die Schulleiterin der Hester High.
- Tommy Ortega ist Laurens Ex-Freund und wollte mit ihr Ballkönig werden.
- Leila und Elizabeth, genannt Lisbeth, sind Freundinnen von Lauren.

## Besetzung und Synchronisation
Die deutsche Synchronisation entstand bei der Synchronfirma EuroSync GmbH in Berlin unter der Dialogregie von Kim Hasper.

### Hauptbesetzung
| Rolle          | Schauspieler       | Hauptrolle (Episoden) | Synchronsprecher |
| -------------- | ------------------ | --------------------- | ---------------- |
| Amy Raudenfeld | Rita Volk          | 1.01–3.10             | Jodie Blank      |
| Karma Ashcroft | Katie Stevens      | 1.01–3.10             | Magdalena Turba  |
| Liam Booker    | Gregg Sulkin       | 1.01–3.10             | Ricardo Richter  |
| Lauren Cooper  | Bailey De Young    | 1.01–3.10             | Julia Stoepel    |
| Shane Harvey   | Michael J. Willett | 1.01–3.10             | Jan Makino       |

### Nebenbesetzung
| Rollenname             | Schauspieler      | Nebenrolle (Episoden) | Synchronsprecher/in  |
| ---------------------- | ----------------- | --------------------- | -------------------- |
| Farrah                 | Rebecca McFarland | 1.01–3.10             | Irina von Bentheim   |
| Schulleiterin Penelope | Senta Moses       | 1.01–3.10             | Vera Teltz           |
| Tommy Ortega           | Erick López       | 1.01–2.19             | Leonhard Mahlich     |
| Leila                  | Courtney Kato     | 1.01–3.10             | Victoria Frenz       |
| Elizabeth „Lisbeth“    | Breezy Eslin      | 1.01–2.20             | Giovanna Winterfeldt |
| Oliver                 | August Roads      | 1.03–2.04, 2.17, 3.03 |                      |
| Pablo                  | Anthony Palacios  | 1.06–2.02             | Kim Hasper           |
| Molly Ashcroft         | Amy Farrington    | 1.01–3.10             | Denise Gorzelanny    |
| Lucas Ashcroft         | Lance Barber      | 1.02–3.10             | Stefan Gossler       |
| Reagan                 | Yvette Monreal    | 2.04–2.13, 2.20       | Shanti Chakraborty   |
| Anthony „Theo“         | Keith Powers      | 2.02–2.18             | Ozan Ünal            |
| Max Booker             | Bruce Thomas      | 2.04, 2.11–2.15       | Erich Räuker         |
| Duke Lewis Jr.         | Skyler Maxon      | 2.05–2.15             | Steven Merting       |
| Zita                   | Chloe Bridges     | 2.11–2.14 2.20, 3.02  | Damineh Hojat        |
| George Turner          | Bernard Curry     | 2.11–2.20             |                      |
| Felix Turner           | Parker Mack       | 2.11–2.20, 3.04–3.10  |                      |
| Hank                   | Ed Quinn          | 2.14–2.16             | Peter Flechtner      |
| Sasha Harvey           | Lindsey Shaw      | 2.16–2.19             |                      |
| Dylan                  | Jordan Rodrigues  | 3.01–3.03             |                      |
| Sabrina                | Sophia Ali        | 3.06–3.10             |                      |

## Produktion und Ausstrahlung
| Staffel | Episodenanzahl | Erstausstrahlung USA | Erstausstrahlung USA | Deutschsprachige Erstausstrahlung | Deutschsprachige Erstausstrahlung |
| Staffel | Episodenanzahl | Staffelpremiere      | Staffelfinale        | Staffelpremiere                   | Staffelfinale                     |
| ------- | -------------- | -------------------- | -------------------- | --------------------------------- | --------------------------------- |
| 1       | 8              | 22. April 2014       | 10. Juni 2014        | 22. März 2015                     | 10. Mai 2015                      |
| 2       | 20             | 23. September 2014   | 2. November 2015     | 20. September 2015                | 27. März 2016                     |
| 3       | 10             | 15. März 2016        | 17. Mai 2016         | 14. August 2016                   | 16. Oktober 2016                  |

Im Juli 2013 bestellte MTV einen Piloten der Serie. Nach dessen Dreh wurde im Oktober Faking It als Serie bestellt. Die Idee zur Serie hatte Carter Covington. Er ließ sich dabei von Geschichten inspirieren, die er als Berater einer LGBT-Hotline erfahren hat. Die Premiere der Serie am 22. April 2014 hatte rund 1,2 Millionen Zuschauer und erreichte damit ähnliche Werte wie Awkward – Mein sogenanntes Leben im Vorprogramm.
Am 9. Juni 2014 und damit am Tag vor dem Finale der ersten Staffel gab MTV die Bestellung einer zweiten Staffel bekannt, die zehn Folgen umfassen wird. Mit 1,4 Millionen Zuschauern pro Woche ist die Serie der erfolgreichste Neustart des Jahres auf dem Sender. Die zweite Staffel wurde ab dem 23. September 2014 gesendet.
In Deutschland wird Faking It seit dem 7. September 2014 auf dem kostenpflichtigen Sender MTV in Originalfassung mit Untertiteln ausgestrahlt. Die Free-TV-Premiere erfolgte am 21. März 2015 auf nicknight.
Im April 2015 wurde bekannt gegeben, dass die letzten zehn Episoden der zweiten Staffel ab dem 31. August 2015 ausgestrahlt werden. Zeitgleich wurde die Serie um eine dritte Staffel verlängert. Mit dieser wurde sie am 17. Mai 2016 beendet.

## Rezeption
Aufgrund der Darstellung der vorgegaukelten lesbischen Beziehung wurde die Serie bereits im Vorfeld der Ausstrahlung kritisiert. So bezeichnete Hope Schreiber vom Complex-Magazin die Serie als MTVs neusten Fehler. In Wahrheit würden Mädchen, die sich als lesbisch outen, zwar beliebt in dem Sinne, dass sie ständig von Jungs belästigt würden, die mit ihnen schlafen wollten. Im Onlinemagazin Autostraddle, das sich vorrangig an eine lesbische Leserschaft richtet, wurde die Idee, dass Mädchen vorgeben lesbisch zu sein, um Aufmerksamkeit zu erhalten, während im wahren Leben Menschen teils dafür gemobbt werden, als ein frustrierender Stereotyp abgetan. Nach der Ausstrahlung wurde die Serie als besser als ihre Trailer und „irgendwie süß“ („kinda cute“) beschrieben. Rebecca Nicholson schrieb für den Guardian, dass Faking It viel besser und auch selbstkritischer sei als es die Ausgangslage vermuten lasse.